# جون هنري يونغ
جون هنري يونغ (بالإنجليزية: John Henry Young)‏ هو تاجر أعمال فنية أسترالي، ولد في 27 أكتوبر 1880، وتوفي في 7 سبتمبر 1946.